# I’m Flexin’
I’m Flexin’ – piosenka hip-hopowa stworzona na ósmy album studyjny amerykańskiego rapera T.I. pt. Trouble Man: Heavy is the Head (2012). Nagrany z gościnnym udziałem rapera Big K.R.I.T.'a oraz wyprodukowany przez niego, utwór wydany został jako singel promocyjny 4 października 2011 roku.

## Informacje o utworze
Piosenka stanowi powrót T.I. do przemysłu muzycznego po 11-mięsiącowej nieobecności w branży, spowodowanej aresztem. „I’m Flexin'” jest pierwszym singlem wydanym przez rapera po jego wyjściu z więzienia we wrześniu 2011.
Wydanie singla zostało opóźnione, jednak utwór wyciekł do Internetu 30 września 2011 roku. Parę dni później, 4 października, odbyła się oficjalna premiera singla; w formacie digital download piosenkę wydano użytkownikom serwisów Amazon oraz iTunes Store.

## Teledysk
22 października 2011 w sieci pojawił się klip zza kulis powstawania teledysku do utworu. Teledysk wyreżyserował częsty kolaborator T.I., Motion Family. Wideoklip kręcony był w dawnej dzielnicy T.I. Cedar Avenue w jego rodzinnym mieście Atlancie. Premiera wideoklipu nastąpiła 4 listopada 2011.

## Pozycje na listach przebojów
| Kraj              | Notowanie (2011)      | Wydawca   | Najwyższa pozycja |
| ----------------- | --------------------- | --------- | ----------------- |
| Stany Zjednoczone | Billboard Hot 100     | Billboard | 66                |
| Stany Zjednoczone | Hot R&B/Hip-Hop Songs | Billboard | 32                |
| Stany Zjednoczone | Rap Songs             | Billboard | 23                |